# Israel B. Melchior
Israel Berendt Melchior (12. května 1827, Kodaň – 7. září 1893, tamtéž) byl dánský inženýr, výrobce a amatérský fotograf. Je známý zejména díky fotografiím spisovatele Hanse Christiana Andersena.

## Kariéra
Melchior se narodil 12. května 1827 a vystudoval s titulem stavební inženýr. V roce 1874 koupil papírnu Valdemarshaab, severně od Køge, za 60 000 korun poté, co v důsledku povodní v roce 1872 vyhlásila bankrot. V roce 1875 kompletně zrekonstruoval závod a navíc postavil Søvang, velké sídlo ředitele v italském stylu, sousedící s továrnou. Továrna však byla v říjnu téhož roku zcela zničena požárem a již obnovena nebyla. Melchior žil v nádherné vile v letech 1875 až 1884 společně se svou manželkou (a bratrancem) Johanne Melchiorovou (1848–1911), se kterou měl čtyři děti. Byli extrémně společenským párem, který se často bavil, někdy doma pořádali večírky a dokonce i krátká představení.

## Amatérský fotograf
Melchior byl vášnivým amatérským fotografem. Když postavil Søvang, nechal si horní patro speciálně navrhnout tak, aby se do něj vešlo velké fotografické studio s horním oknem a prosklenou stěnou orientovanou na východ. Fotografoval zejména každoroční rodinná setkání v Rolighed, rodinném sídle v Østerbro nedaleko Kodaně. Setkání se zúčastnila i řada umělců a autorů, z nichž nejznámější byl Hans Christian Andersen, který se s rodinou seznámil v roce 1862 a byl častým návštěvníkem až do své smrti v roce 1875. Melchior pořídil řadu fotografií rodinných skupin spolu s Andersenem z roku 1867 a také některé portréty.

## Galerie

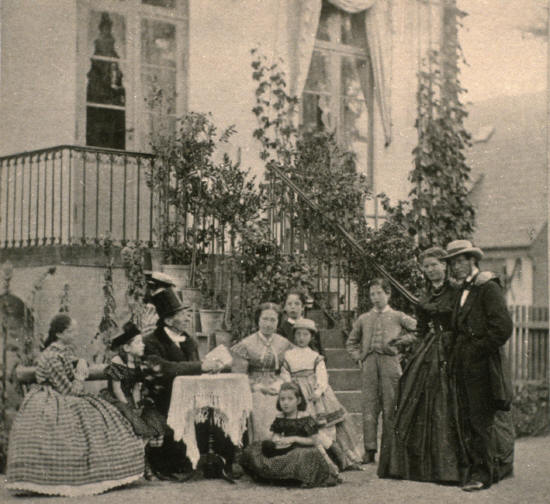
Israel Melchior: Rodinné setkání v Rolighed v roce 1867 s Hansem Christianem Andersenem (třetí zleva)
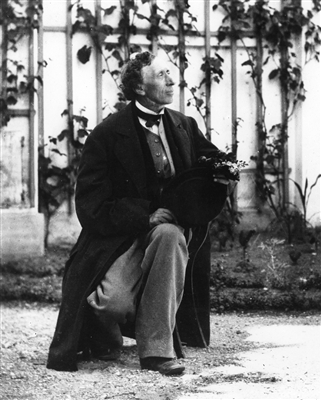
Israel Melchior: Hans Christian Andersen, portrét na Rolighed (1867)
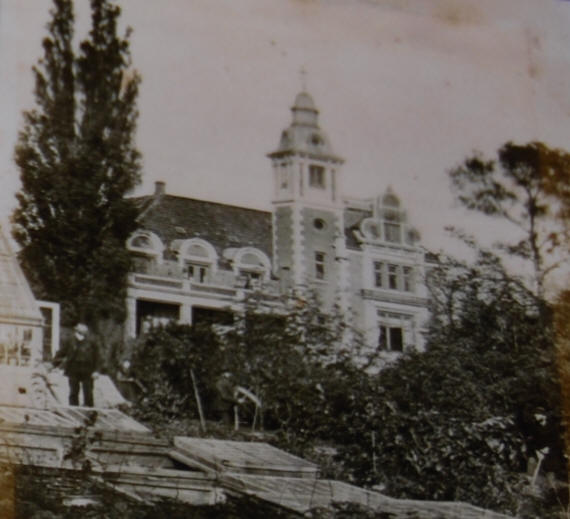
Israel Melchior: Rolighed, Østerbro
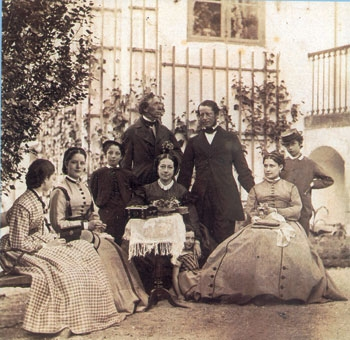
Israel Melchior: Rodinná skupina v Rolighed s Hansem Christianem Andersenem a Moritzem G. Melchiorem
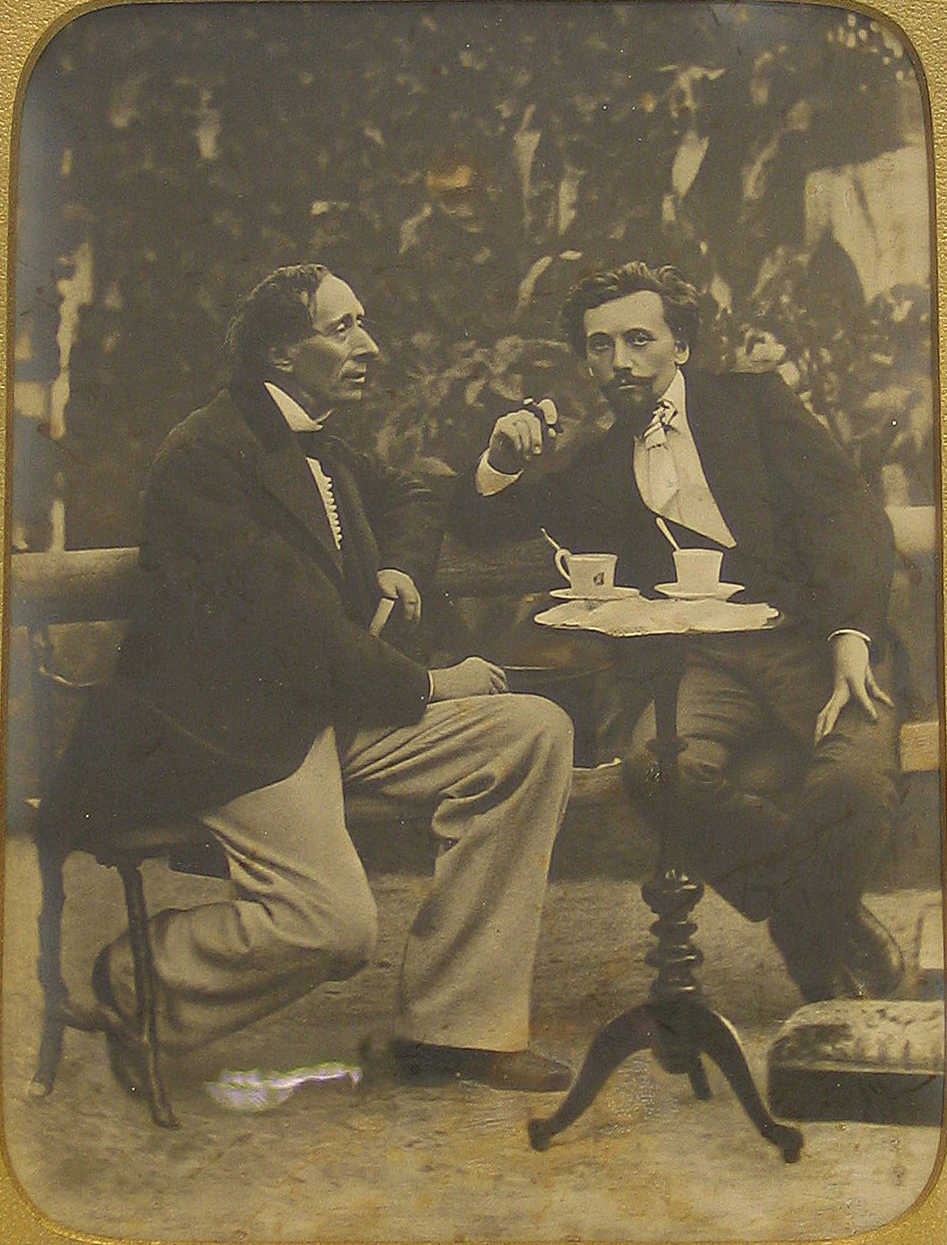
Hans Christian Andersen a Carl Bloch, 1868
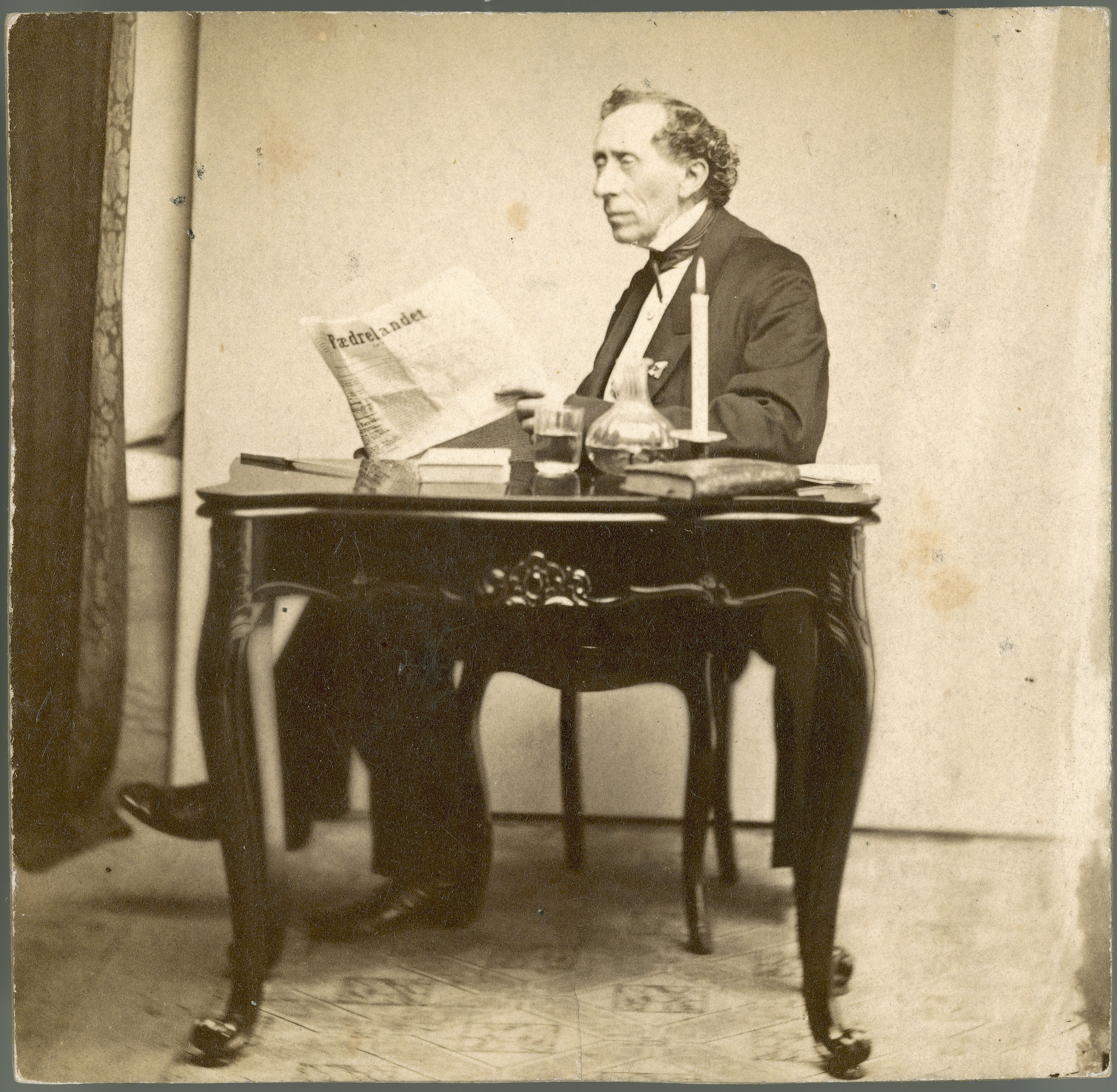
H. C. Andersen čte liberální dánské noviny Fædrelandet
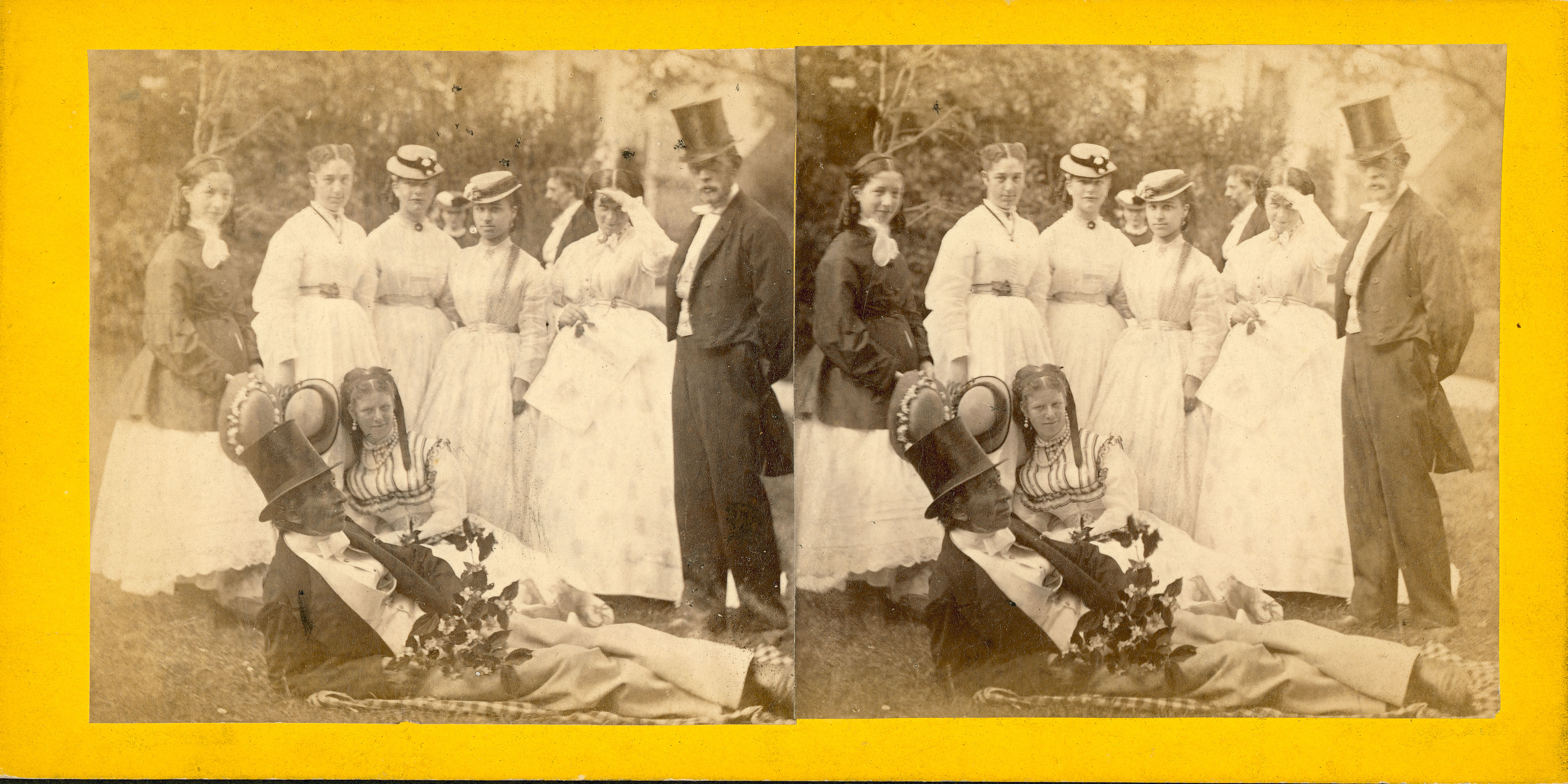
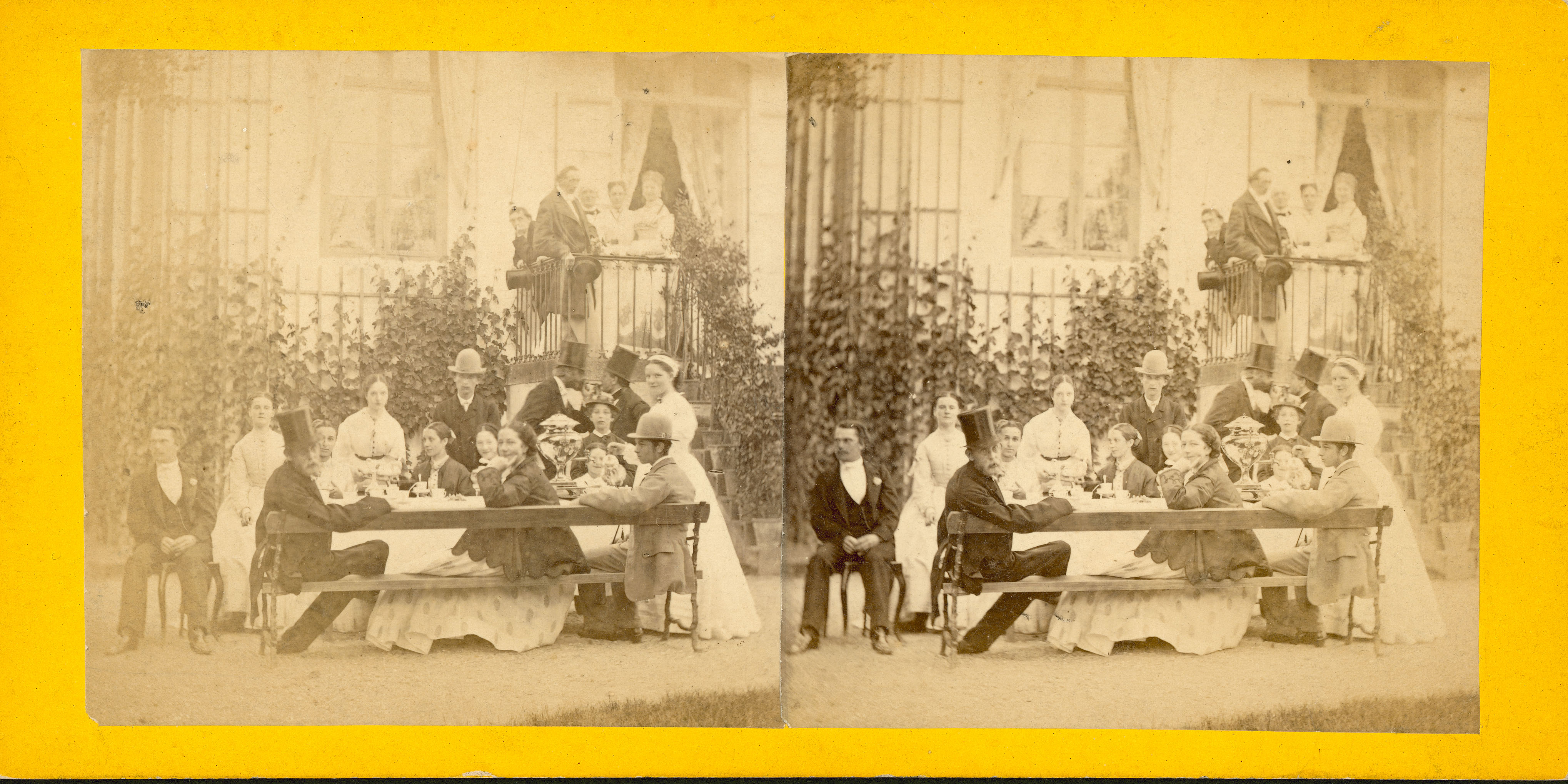
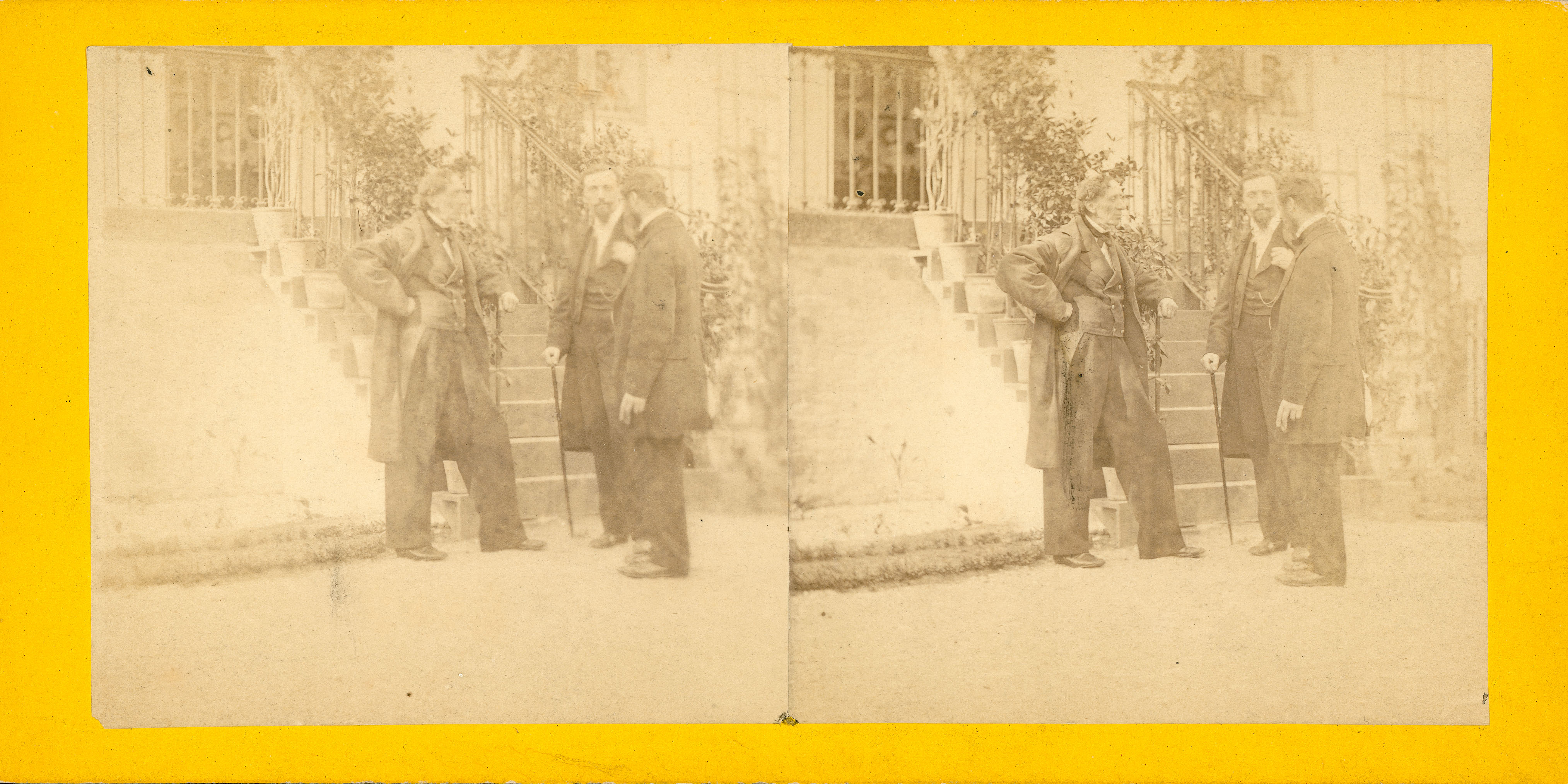
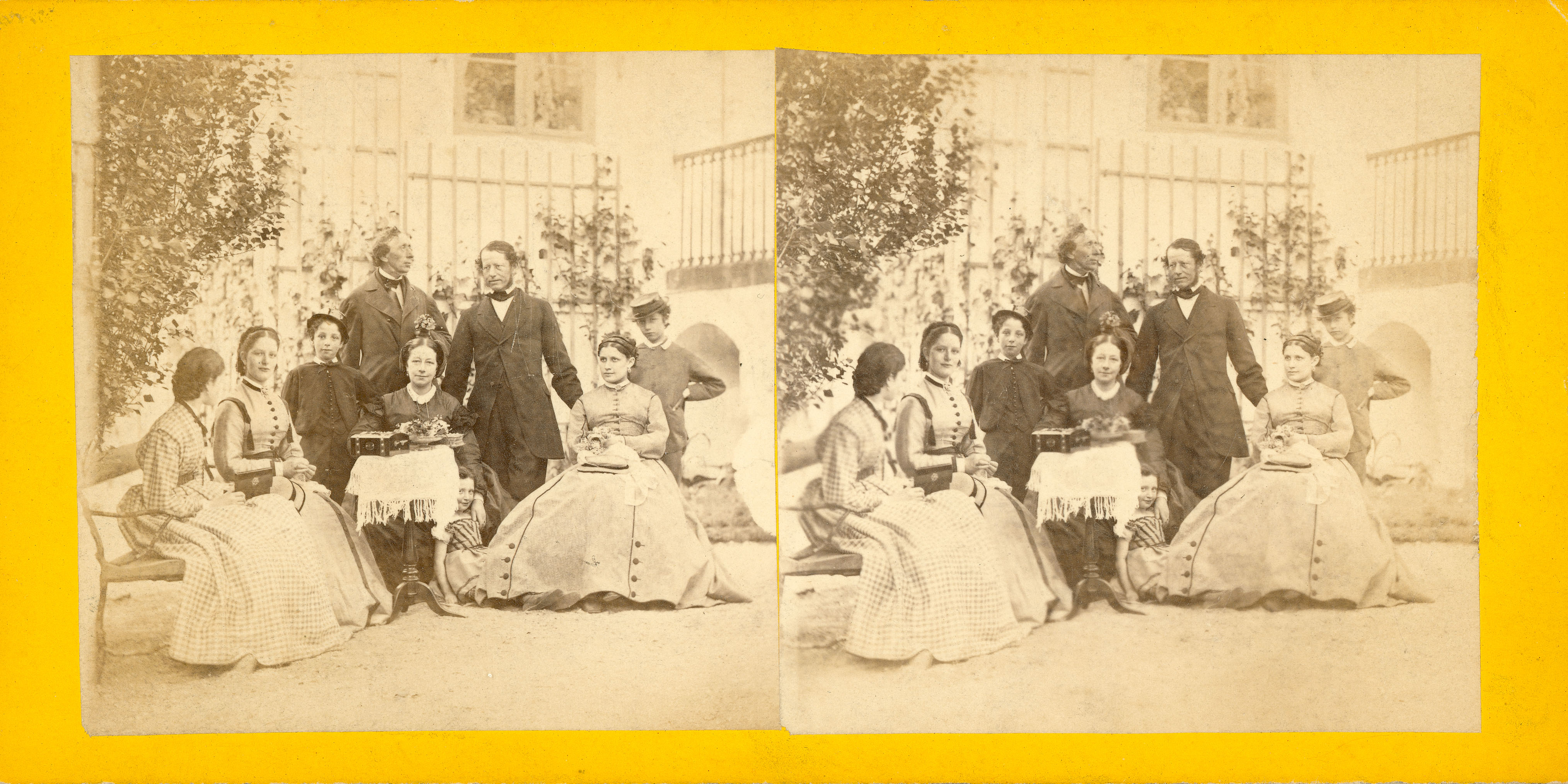